# 靈長類女中三傑
靈長類女中三傑，或稱李奇的三位天使（Leakey's Angels） ，係指英國古人類學家路易斯·李奇欽點的三位女性靈長學動物學家，允許她們到靈長類的自然棲息地內觀察研究，分別為英國的珍·古德、美國的黛安·佛西和加拿大籍立陶宛裔的碧露蒂·高蒂卡絲；這三位分別專攻研究黑猩猩、山地大猩猩和紅毛猩猩，後來也成為這三種靈長類的權威學者。

靈長類女中三傑（The Trimates）
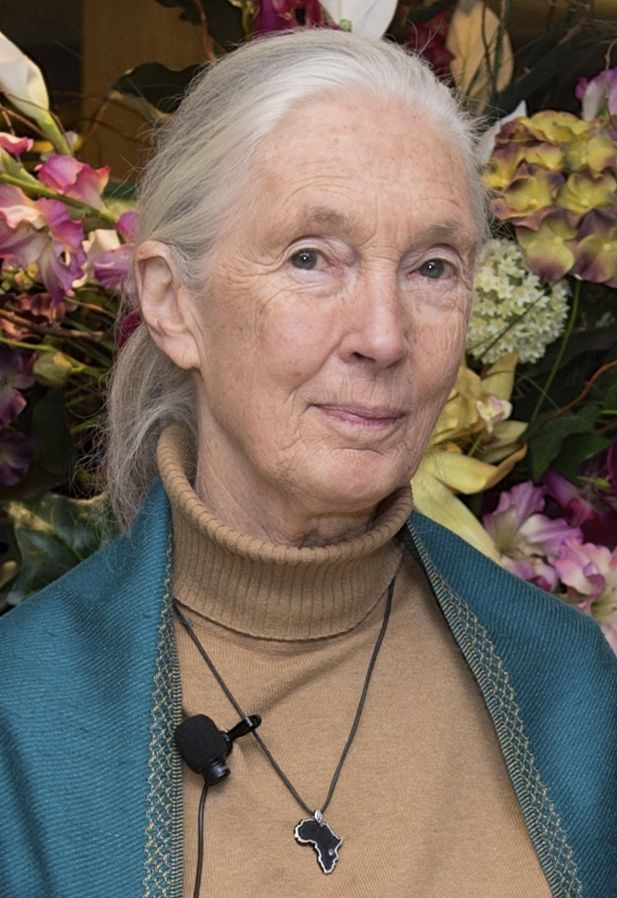
珍·古德（2015年）
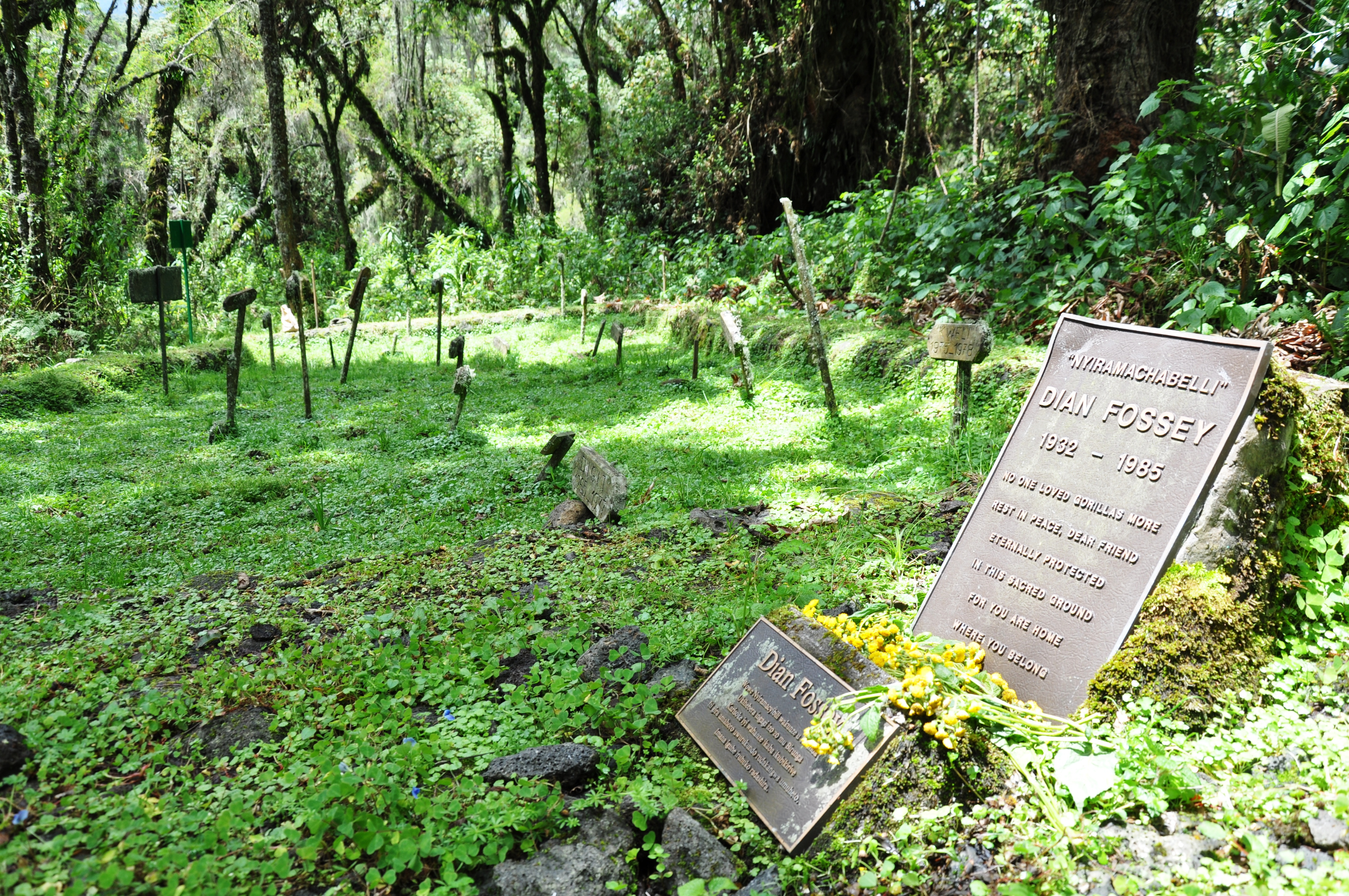
黛安·佛西之墓
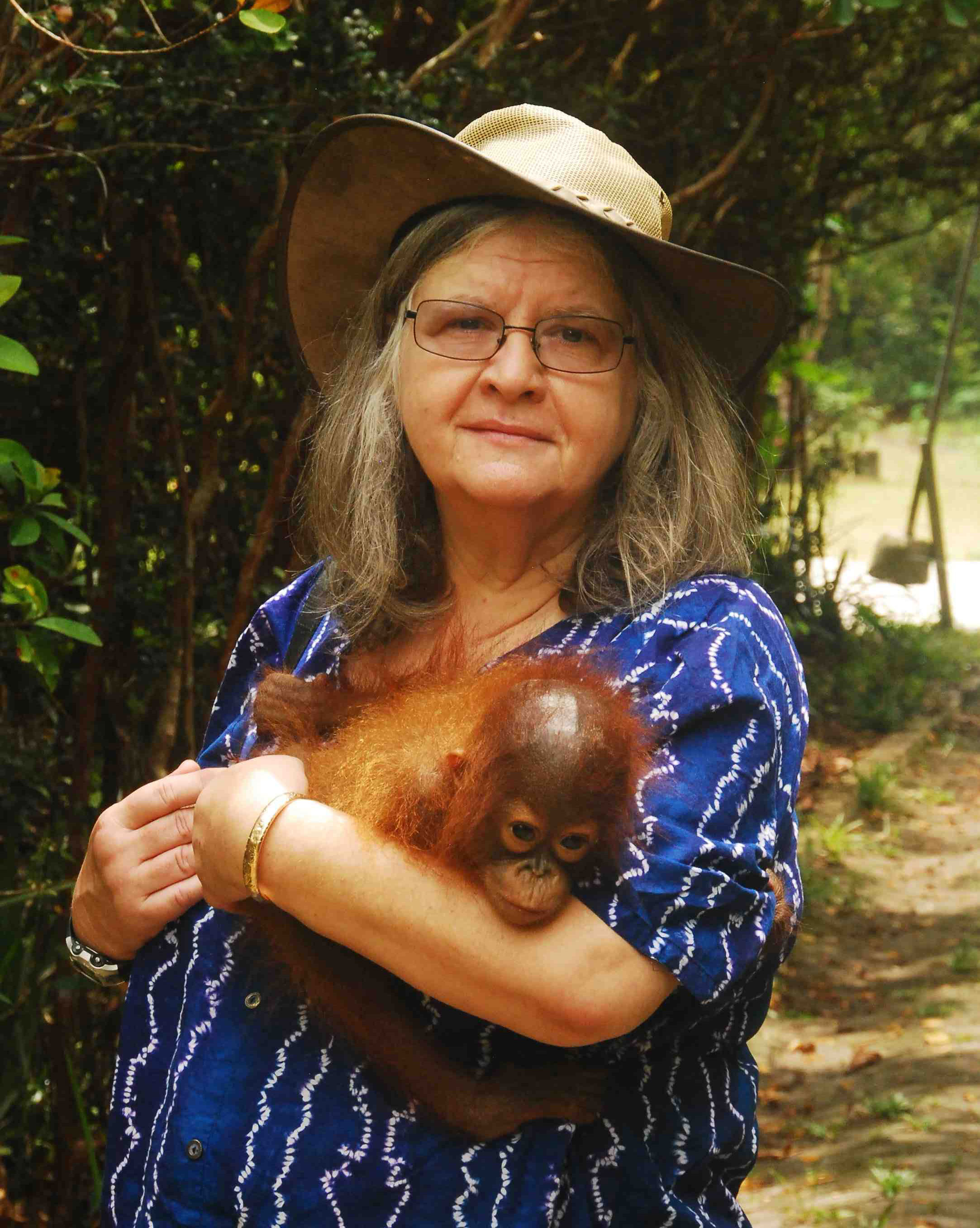
碧露蒂·高蒂卡絲博士（2011年）

## 背景
路易斯·李奇基於對動物行為學深感興趣並欲重建原康修爾猿屬的生態環境，他發現該種環境與黑猩猩及大猩猩棲息地之間非常相似，1946年起就一直在找尋合適的觀察員人選。原康修爾猿屬為已絕種的早期靈長類，曾棲息於非洲東部的叢林，也就是現今的肯亞的魯辛加島和烏干達境內；1956年，李奇派自己的秘書Rosalie Osborn到烏干達的穆哈武拉火山「協助大猩猩適應」，她最後只待了四個月就返回英國。
1958年，李奇為了資助古德在坦尚尼亞的貢貝溪保留地的研究，在肯亞首都奈羅比的Tigoni建立了靈長類研究中心，負責保管各方捐助三位女學者的贊助金，贊助方有美國國家地理學會和威爾基基金會（Wilkie Foundation），李奇並將她們三位合稱為「靈長類女中三傑」。在肯亞獨立之後，這所研究中心也轉為國家靈長類研究中心，現在更名為肯亞國家公園博物館的靈長類研究機構。

## 珍·古德
珍·古德原本就對非洲動物滿懷研究熱忱，這股熱忱將她領至位於肯亞高島的朋友農場擔任秘書一職，當年是1957年。她的朋友建議她可以打給路易斯·李奇跟他聊聊動物，沒想到這通無心的電話卻改變了她的人生，他當時正好在找尋黑猩猩研究員卻不曾對人提起，就堅持古德應該過去他那裡當助理。他的妻子瑪麗·李奇暨研究夥伴，同時也是知名的考古學家和人類學家，他在獲得她的認可之後，便要古德到奧杜瓦伊峽谷，也就是坦尚尼亞北部阿魯沙區恩戈羅恩戈羅保護區的塞倫蓋蒂一起協助研究。
1958年，李奇要古德回英國倫敦跟著奧斯曼·希爾和約翰·R·內皮爾學習靈長類行為，前者為二十世紀初知名的英國解剖學專家暨靈長類學家，後者為英國靈長類學家暨古人類學家。1960年7月14日，古德便以李奇募得的贊助款到坦尚尼亞的貢貝溪保留地開始對黑猩猩文化的研究行動，至此展開人稱「第一位靈長類女中三傑」的研究生涯。古德的母親也隨行在側，這是基於區長David Anstey的要求，他也負責確保她們倆人的人身安全。後來古德將她的貢獻都歸功於母親，感謝母親鼓勵自己在靈長類動物學中積極進取，當1950年代晚期古德展開研究時，該領域多以男性研究者為主導，女性研究者並不見容於其中；今日靈長類動物學中的學者性別比例均等，古德以身作則的開創行動與鼓勵女性研究員加入功不可沒。

## 黛安·佛西
1963年，黛安·佛西到東非旅行時結識了李奇，這也是她第一次接觸到山地大猩猩，1966年，佛西在李奇的說服下回到盧安達的維龍加山脈展開研究山地大猩猩的行動，隔年她建立了卡里索凱研究中心（Karisoke Research Center），座落於魯亨蓋里的兩座火山之間。原因是該地的山地大猩猩尚未受到美國動物學家喬治·夏勒徹底研究，牠們並不親近也不信任人類，佛西於是模仿牠們的行為，直到猩猩群適應她的融入。藉由對山地大猩猩的數十多年的觀察，佛西瞭解到雌性大猩猩會如何從一個群體轉移到另一個群體，大猩猩的發聲方式、群體間的階級與社會關係、少見但確實存在的殺嬰行為、大猩猩的飲食及養分循環。
1967年1月6日，她與艾倫·魯特 (Alan Root) 和一個小團體一起乘坐路虎到達維龍加山脈，然後徒步進入山區，和在那里扎營。 艾倫·魯特離開了。 佛西幾乎從一開始就開始成功地觀察。 她似乎對大猩猩有同情心，並繼續研究它們並保護它們免受當地偷獵者的侵害，直到1985年她被謀殺。

## 碧露蒂·高蒂卡絲
1969年，高蒂卡絲取得了美國加州大學洛杉磯分校的人類學碩士，在碩士研究所時期，高蒂卡絲結識了李奇，提議到紅毛猩猩的自然棲息地做研究，兩年後她就到了丹戎普丁國家公園保育區展開對紅毛猩猩的田野調查，也就是在印尼在婆羅洲的屬地加里曼丹的叢林裡，她還建立了一個原始的樹皮茅草小屋，稱之為「李奇營」，位於鄰近爪哇海的海邊。在李奇決定指派她之前，紅毛猩猩是人類了解最少的猩猩科動物，於是李奇和國家地理學會協助高蒂卡絲建立研究營地，以期在婆羅洲進行紅毛猩猩的田野調查，她的研究廣泛囊括了牠們的行為、棲息地以及飲食習慣。
高蒂卡絲除了研究紅毛猩猩外，同時也大力提倡保育牠們及雨林棲息地，後者正遭受各種因經濟而起的人為行動的迅速破壞、例如伐木、為種植棕櫚樹以取得棕櫚油而砍伐雨林、淘金礦，甚至還遭到非自然引起的火災燒燬。
高蒂卡絲對保育生物學不遺餘力的行動，遠超過她的口頭呼籲，尤其重視交付給她照顧的紅毛猩猩孤兒重返大自然生活這一塊，這些「孤兒」原本多為非法飼養的寵物，但既有飼主無法應付牠們的聰明才智和難搞。高蒂卡絲透過國際紅毛猩猩基金會協助紅毛猩猩孤兒野歸之外，也涵蓋了雨林的保育行動。